# François David (administrateur)
Pour les articles homonymes, voir François David et David.
François David, né le 5 décembre 1941 à Clermont-Ferrand, est un ancien haut fonctionnaire français, un administrateur d'entreprises cotées sur le Cac40 et un auteur.

## Biographie
Ancien élève de l’École nationale d'administration (ENA), promotion Jean Jaurès (1967-1969), il fut conseiller technique au cabinet de Jean-François Deniau (ministre du Commerce extérieur) en 1978-1980, puis directeur de cabinet de Michel Noir (ministre délégué auprès du ministre d’État, ministre de l’Économie, chargé du commerce extérieur) en 1986-1987.
Il a été directeur de la DREE (Direction des relations économiques extérieures) de mars 1987 à novembre 1989,Directeur Général des Affaires Internationales de Aérospatiale de juillet 1990 à fin juin 1994 puis président de la Compagnie française d'assurance pour le commerce extérieur (Coface) le 27 juillet 1994 et reconduit en 2007.
Il a été nommé membre du Conseil de l’ordre de la Légion d’honneur par décret du président de la République Nicolas Sarkozy du 19 novembre 2009, en remplacement de Jacques Mayoux, ancien PDG de la Société générale (de 1982 à 1986).
Il était membre du Conseil de Surveillance d'AREVA.

## Œuvres
- Autopsie de la Grande-Bretagne, Hachette, 1976  (ISBN 2-01-002676-4).
- Le Commerce international à la dérive, Paris : Calmann-Lévy, 1982 231 pages  (ISBN 2-7021-1217-X).
- Jacques Cœur, l’aventurier de l’argent, 1990 ; préfacé par Jean-François Deniau.
- Les Échanges commerciaux dans la nouvelle économie mondiale, PUF, 1994, XI-215 p.  (ISBN 2-13-046748-2 et 978-2-13-046748-9).
- Itinéraire d’un énarque gâté, 2007  (ISBN 978-2-7491-0907-7).
- Un joli mois de mai, roman, 2008  (ISBN 978-2-7491-0907-7).
- Et pendant ce temps, les patrons se marrent ! (ill. Lulu d'Ardis), Jacques-Marie Laffont, coll. « Insolences », avril 2015 (ISBN 978-2-36124-080-6).

## Distinctions
- Grand officier de la Légion d'honneur (2015)
- Chevalier de l'ordre national du Mérite
- Officier de l'ordre du Mérite agricole
- Officier de l'ordre de Saint-Charles (Monaco)